# Puan Maharani
Puan Maharani, née le 6 septembre 1973 à Jakarta, est une femme d’État indonésienne. Membre du Parti démocratique indonésien de lutte (PDIP), elle est présidente du Conseil représentatif du peuple, chambre basse du parlement indonésien, depuis octobre 2019.
D'abord membre de ce Conseil de 2009 à 2014, elle est aussi présidente du groupe parlementaire PDIP de 2012 jusqu'à sa nomination au Cabinet de Travail du président Joko Widodo, en 2014, en tant que ministre coordinatrice du Développement humain et des Affaires culturelles, poste qu'elle occupe jusqu'en 2019.
Elle est la fille de Megawati Sukarnoputri, ancienne présidente de la République (2001-2004) et actuelle dirigeante du PDIP, et de Taufiq Kiemas, ancien président du parlement, l'Assemblée délibérative du peuple (2009-2013). Elle est aussi la petite-fille de Sukarno, premier président de la République (1945-1967).

## Famille et vie personnelle

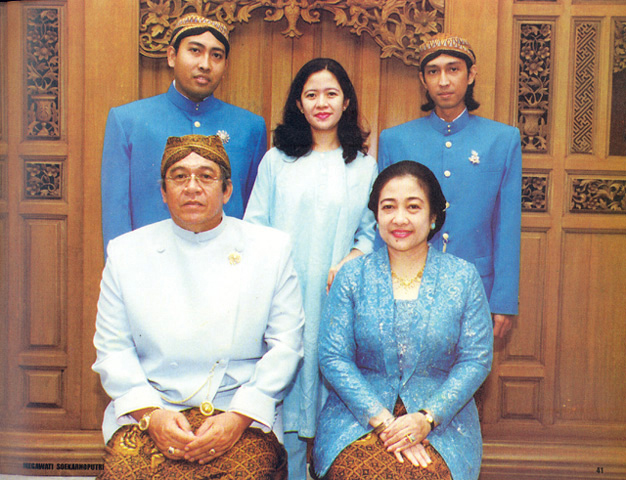
Puan Maharani, entourée de ses frères et de ses parents.

### Jeunesse
En 1970, le premier mari de Megawati Sukarnoputri - avec qui elle a deux fils - meurt dans un accident d'avion. Après un bref second mariage, Megawati épouse en troisièmes noces Taufiq Kiemas. Puan Maharani Nakshatra Kusyala, naît de cette union le 6 septembre 1973, à Jakarta. Son grand-père, le président Sukarno, a été renversé par Suharto huit ans plus tôt, pour installer un régime dictatorial. Son père est ainsi incarcéré plusieurs années en tant que prisonnier politique, ce qui limite les interactions économiques et sociales de la famille.

### Éducation
Elle va à l'école à Cikini (Jakarta) puis entre à l'Université d'Indonésie en 1991 pour étudier la communication de masse. Elle y obtient son diplôme en 1997.

### Famille
Puan Maharani est mariée à l'homme d'affaires Hapsoro 'Happy' Sukmonohadi, avec qui elle a deux enfants. Ils se seraient mariés un mois avant la démission de Suharto en mai 1998. À cette époque, Megawati est la principale figure d'opposition du pays dans un régime qui ne tolérait pas une opposition critique, ce qui a compliqué la tenue de ce mariage. Aucun responsable de l’État n'y assiste.

## Parcours politique
Après la chute de Suharto en 1998, Puan Maharani s'est impliquée dans la vie politique, suivant sa mère qui était l'un des principaux acteurs de la scène politique nationale. Lorsqu'elle accède à la présidence de la République, Puan Maharani l'accompagne lors de ses visites officielles.
En 2008, Megawati présente Puan Maharani, alors à la tête de la section du PDIP consacré à l'autonomisation des femmes et du public, comme sa successeuse lors de la campagne pour les élections gouvernatoriales de Java oriental de 2008.

### Élue au Conseil représentatif du peuple
Après cela, Puan Maharani participe aux élections législatives de 2009 dans le district électoral 5 de Java central et recueille 242 504 voix, soit le deuxième plus grand nombre de suffrages de tous les candidats au parlement du pays. Au cours de son premier mandat, elle dirige la faction PDIP à partir de 2012, en remplacement de Tjahjo Kumolo (devenu plus tard ministre de l'Intérieur). Elle est affectée à la 6ème commission du Conseil représentatif du peuple (DPR), chargée des investissements et des PME. Au cours de cette période, elle s'est opposée à une politique de hausse du prix du carburant en 2013.
Plus tard, elle a été brièvement présentée comme la candidate potentielle du PDIP pour l'élection présidentielle de 2014, puis comme possible candidate à la vice-présidence de Joko Widodo. Aux élections législatives de 2014, elle obtient 326 927 voix, une fois de plus le deuxième plus grand nombre de suffrages du pays,.

### Ministère de coordination du Développement humain et des Affaires culturelles

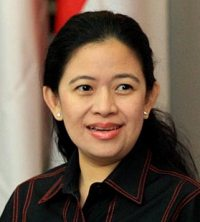
Puan Maharani, en 2015.

À la suite de la victoire électorale de Joko Widodo face à Prabowo Subianto, elle est nommée ministre coordinatrice du Développement humain et des Affaires culturelles au sein du Cabinet de Travail. Sa nomination est critiquée[Par qui ?] pour son expérience, jugée insuffisante, et pour l'influence politique supposée de sa mère dans cette décision. A ce poste, elle coordonne l'action de huit ministères : Santé, Affaires sociales, Affaires religieuses, Empouvoirement des Femmes et Protection des enfants, Villages, Régions sous-développées et Transmigration, Jeunesse et Sports, Éducation et Culture ainsi que Recherche, Technologies et Éducation supérieure.
En 2017, après trois ans à ce ministère de coordination, elle met en avant les effets de sa politique, soulignant l'augmentation de l'indice de développement humain (IDH) ainsi que les statistiques relatives à la réduction de la pauvreté et au coefficient de Gini évaluant les inégalités. Celles-ci sont alors particulièrement élevées, l’Indonésie étant classée au sixième rang des pays les plus inégalitaires : quatre hommes y possèdent davantage que les 100 millions de personnes les plus pauvres (soit 40 % de la population). A la fin du quinquennat, les inégalités mesurées par le coefficient de Gini ont baissé de près de 0,2 point, une diminution sans précédent.
Elle est la seule ministre coordinatrice à être restée en poste tout au long du premier mandat de Joko Widodo, malgré plusieurs remaniements, ce qui a amené certains médias à la qualifier d'« intouchable »,.

### Présidence du Conseil représentatif du Peuple
À la suite des élections législatives d'avril 2019, à l'issue desquelles le PDIP reçoit le plus grand nombre de voix, Puan Maharani est pressentie à la présidence du Conseil représentatif du Peuple pour la législature 2019-2024,. Elle indique également qu'elle pourrait se présenter à la présidence de la République en 2024. Elle est effectivement élue à la présidence de la chambre basse du Parlement le 1er octobre 2019, devenant la première femme à occuper ce poste.